# بيت الغباري (حجة)

تعديل مصدري - تعديل

بيت الغباري هي إحدى قرى عزلة جبل عيان بمديرية حجة التابعة لمحافظة حجة، بلغ تعداد سكانها 54 نسمة حسب تعداد اليمن لعام 2004.